# Landaura
Landaura (ook gespeld als Landhaura) is een nagar panchayat (plaats) in het district Haridwar van de Indiase staat Uttarakhand. 

## Demografie
Volgens de Indiase volkstelling van 2001 wonen er 16.022 mensen in Landaura, waarvan 54% mannelijk en 46% vrouwelijk is. De plaats heeft een alfabetiseringsgraad van 36%. 